# Contea di Jinxian
La contea di Jinxian (进贤县S, Jìnxián XiànP) è una contea della Cina, situata nella provincia di Jiangxi e amministrata dalla prefettura di Nanchang.